# Talang Maua
Talang Maua is een bestuurslaag in het regentschap Lima Puluh Kota van de provincie West-Sumatra, Indonesië. Talang Maua telt 5206 inwoners (volkstelling 2010).